# 欣德爾冰川
欣德爾冰川（英語：Hindle Glacier），是南極洲的冰川，位於南喬治亞島北岸，全長10公里，發源自帕特森山附近，最終注入皇家灣，現時由英國海外領土管轄。